# Beijing Weiwang M20

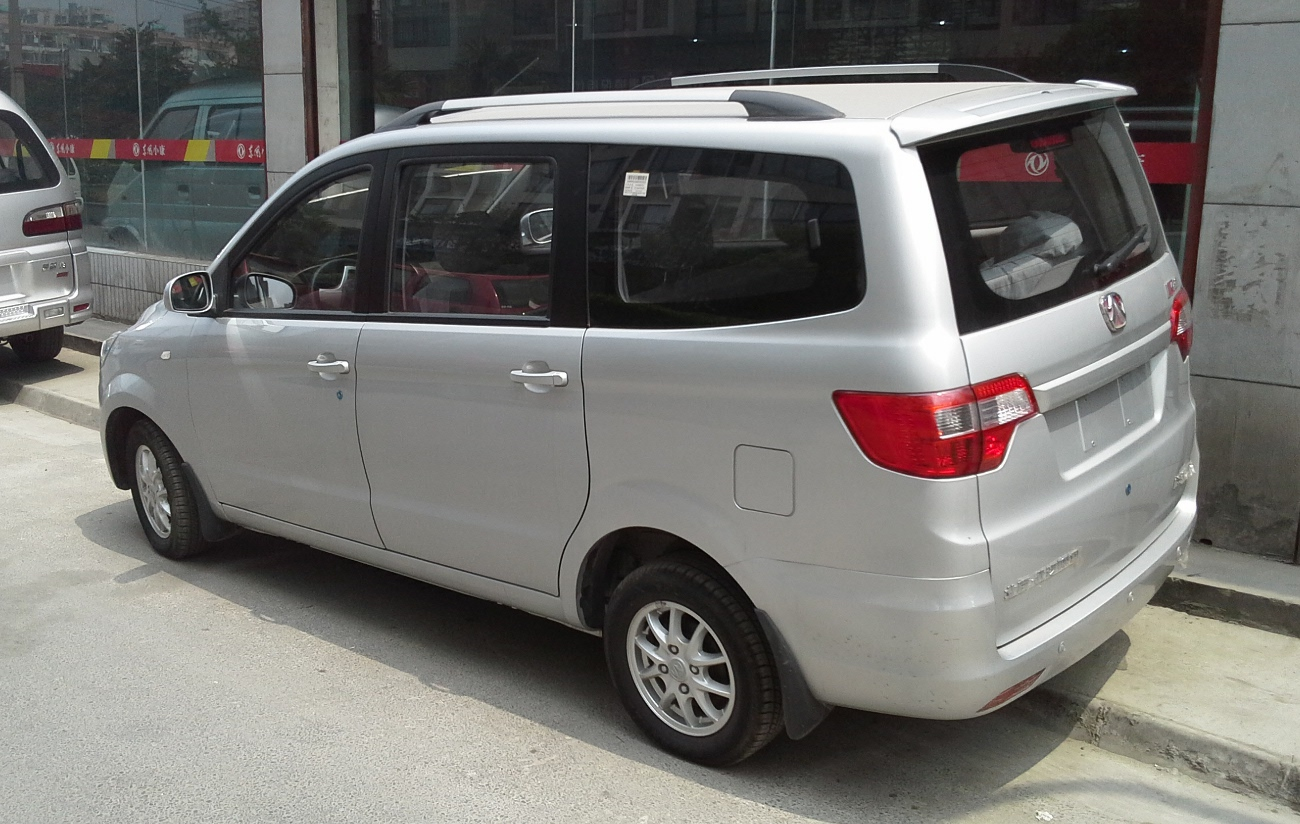
Heckansicht

Der Beijing Weiwang M20 war ein Pkw-Modell von der Beijing Motor Corporation, der unter der Submarke Beijing Weiwang vertrieben wurde.

## Beschreibung
Der Van bot Platz für maximal acht Personen. Bauzeit war von 2013 bis Ende 2015. Nachfolger wurde der Beijing Weiwang M30.
Es gab zwei 1,5-Liter-Motorisierungen. So standen sich der BJ415A mit einer Leistung von 75 kW sowie der BJ415B mit einer Leistung von 78 kW gegenüber. Es handelte sich dabei um einen Vierzylinder-Ottomotor mit zwei obenliegenden Nockenwellen, 16 Ventilen und Multi-Point-EFI Benzineinspritzung. Als Höchstgeschwindigkeit waren 150 km/h angegeben.
Das Fahrzeug hatte Zahnstangenlenkung mit hydraulischer Unterstützung, MacPherson-Federbeine vorne und Blattfedern hinten sowie Scheibenbremse vorne und Trommelbremse hinten. Es gab lediglich ein 5-Gang-Schaltgetriebe.
Der Radstand betrug 2790 mm und die Spurweite 1420 mm (vorne) bzw. 1440 mm (hinten). Das Fahrzeug war 4400 mm lang, 1700 mm breit und 1783 mm hoch.

## Stückzahlen
2013 wurden in China 13.205 Fahrzeuge dieses Typs verkauft. Im Folgejahr stieg die Zahl auf 77.497. Im letzten Verkaufsjahr wurde mit 123.652 verkauften Fahrzeugen der Höchstwert erreicht. In der Summe sind das 214.354 Fahrzeuge dieses Modells.